# Glycyrrhiza eglandulosa
Glycyrrhiza eglandulosa är en ärtväxtart som beskrevs av X.Y.Li. Glycyrrhiza eglandulosa ingår i släktet Glycyrrhiza och familjen ärtväxter. Inga underarter finns listade i Catalogue of Life.